# Shannon Woeller
Shannon Elizabeth Woeller, née le 31 janvier 1990, est une footballeuse internationale canadienne qui évolue au poste de défenseur. Elle est membre de l'Équipe du Canada féminine de soccer depuis 2010.

## Biographie
Elle participe avec l'équipe du Canada des moins de 20 ans à la Coupe du monde des moins de 20 ans 2008 organisée au Chili.
Elle reçoit sa première sélection avec l'équipe du Canada le 9 avril 2017, en amical contre l'Allemagne. 
En 2018, elle participe à l'Algarve Cup avec le Canada.